# 全國女子棒球錦標賽
全國女子棒球錦標賽，為中華民國棒球協會所主辦的國內棒球賽事，在2004年為了世界盃女子棒球賽欲選拔中華女棒代表隊而因應而生。

## 女子棒球歷史沿革
台灣早期的女子棒球運動僅驚鴻一撇，1956年第一屆「華銀金像獎棒球賽」就有設立女子組，共有四隊參加，分別是樹林中學、稻江家事學校、嘉義縣隊、屏東飛燕隊，比賽採單循環賽制，最後樹林中學隊以三戰全勝的姿態得到冠軍。但之後台灣女子棒球空白許多年，直至1974年因世界少棒聯盟為回應日漸高漲的女性平權訴求，因此舉辦首屆的「女子少棒賽」，當時正值台灣首度拿下少棒、青少棒、青棒的「三冠王」輝煌時期，基層棒運盛極一時，於是也舉辦了第一屆「全國女子少棒賽」。
睽違30年，2004年女子棒球終於又以「第一屆全國女子棒球賽」為名開始舉行，並且延續至今。
2019年全國女子棒球錦標賽，最終由頂新和德女子棒球隊以8比5擊敗浤量企業獲得冠軍，並取得第2屆亞洲盃女子棒球錦標賽的代表權。

## 各屆賽況
| 屆次   | 舉辦年份 | 參賽隊伍數 | 冠軍       |
| ------ | -------- | ---------- | ---------- |
| 第1屆  | 2004年   | 10         | 水沙連     |
| 第2屆  | 2005年   | 9          | 台灣體院   |
| 第3屆  | 2006年   | 11         | 台灣體院   |
| 第4屆  | 2007年   | 5          | 台灣體院   |
| 第5屆  | 2008年   | 7          | 旺旺       |
| 第6屆  | 2009年   | 5          | 盈祺空運   |
| 第7屆  | 2010年   | 9          | 北體遠雄藍 |
| 第8屆  | 2011年   | 6          | 士林高商   |
| 第9屆  | 2012年   | 9          | 達音創研   |
| 第10屆 | 2013年   | 9          | 達音創研   |
| 第11屆 | 2014年   | 10         | 達音創研   |
| 第12屆 | 2015年   | 7          | 達音創研   |
| 第13屆 | 2016年   | 8          | 達音創研   |
| 第14屆 | 2017年   | 9          | 達音創研   |
| 第15屆 | 2018年   | 8          | 贏球建設   |
| 第16屆 | 2019年   | 10         | 頂新和德   |
| 第17屆 | 2020年   | 13         | 接棒未來   |
| 第18屆 | 2021年   | 15         | 接棒未來   |
| 第19屆 | 2022年   | 13         | 接棒未來   |
| 第20屆 | 2023年   | 14         | 接棒未來   |

## 外部連結
- 全國女子棒球錦標賽在台灣棒球維基館上的頁面（繁體中文）
- 中華民國棒球協會（页面存档备份，存于）
- 台灣女子棒球運動推廣協會（页面存档备份，存于）